# Friedrich Prätorius
Friedrich Prätorius (* 14. Dezember 1902 als Carl Friedrich Wilhelm Prätorius in Chemnitz; † 15. Juli 1962 in Berlin) war ein deutscher Bühnenbildner, Maler und Grafiker.

## Werdegang
Er war der Sohn des Gewerbeoberlehrers und Kunstmalers Karl Otto Prätorius (1877–1953) und der Clara Hedwig, geb. Flehmig (1881–1954). Er hatte eine ältere Schwester, Hedwig Hildegard Niemz (1901–1994). Prätorius war verheiratet mit der Theaterhistorikerin und Schauspielerin Cläre Pamperrien (* 1891).
Nach dem Besuch des Reformrealgymnasiums und einer Lehre an den städtischen Bühnen in Chemnitz erhielt Prätorius 1920 bis 1923 seine Ausbildung bei Adolf Mahnke und Alexander Baranowsky in der Abteilung Dekorationsmalerei an der Staatlichen Kunstgewerbeschule zu Dresden. 1924 debütierte er am Stadttheater Bamberg mit Shakespeares Sommernachtstraum. In Bamberg gründete er das „Atelier für dekorative Kunst“, das er jedoch wieder aufgab, als er für die Spielzeit 1927/28 nach Krefeld wechselte. Hier heiratete er auch am 1. Oktober 1927. In den Folgejahren wirkte er in Schwerin und Guben, wo er 1935 Regie und gestalterische Durchführung des Festzuges anlässlich der 700-Jahr-Feier der Stadt übernahm. Noch im selben Jahr ging er an das Staatstheater Danzig. Hier war er als Bühnenbildner, Leiter des Ausstattungswesens sowie als Kostümzeichner tätig, bis Harald Paulsen ihn 1937 nach Berlin holte.
Prätorius arbeitete zunächst für die Volksbühne und das Theater am Nollendorfplatz. 1938 folgte er Heinrich Georges Ruf ans Schiller-Theater, wo er bis zu dessen Zerstörung 1943 blieb. Krank aus der Gefangenschaft entlassen, wurde er 1947 von Karl Heinz Martin als Chef des Ausstattungswesens und erster Bühnenbildner an das Hebbel-Theater verpflichtet. Nachdem Helmut Käutner ihm 1950 während der Schlussproben zu Der Tod eines Handlungsreisenden Hausverbot erteilt hatte und er vorzeitig entlassen worden war, wirkte er freischaffend für die Komödie und das Theater am Kurfürstendamm sowie für das wiedereröffnete Schiller-Theater und dessen kleinere Spielstätte, das Schlosspark Theater. Hinzu kamen Gastspiele in Hamburg und München.
Friedrich Prätorius arbeitete mit vielen großen Regisseuren zusammen: Jürgen Fehling, Heinrich George, Helmut Käutner, Karl Heinz Martin, Ernst Legal und Karl Heinz Stroux. Doch es war Rudolf Noelte, mit dem ihn eine langjährige Zusammenarbeit verband und mit dem er seine größten Erfolge feierte.
Bereits für Noeltes erste Regiearbeit, Wolfgang Borcherts Kriegsheimkehrerdrama Draußen vor der Tür, schuf Prätorius 1948 einen „düsteren, immer nur mit Andeutungen bestellbaren Bühnenraum“, der wesentlich zum Erfolg der Vorstellung beitrug. Das ursprünglich nur als Studioaufführung geplante Stück wurde ins Abendprogramm des Hebbeltheaters übernommen und neunzehnmal gespielt, 1957 folgte eine Fernsehfassung.
1954 fand in Paris zum ersten Mal das „Festival International d’Art Dramatique“ statt. Die beiden deutschen Stücke, Mutter Courage und ihre Kinder des Ostberliner Brecht-Ensembles sowie Noeltes Inszenierung von Kafkas Das Schloss, wurden mit dem „Prix de Critiques“ ausgezeichnet und überwältigend gefeiert. Darüber hinaus gewann Das Schloss den Deutschen Kritikerpreis. Wieder war der Bühnenraum von Prätorius dunkel und nur sparsam ausgestattet. Die Rolle der Kulissen übernahm das Licht – einsame Lichtkegel, dramatische Lichtbahnen und scharfe Streiflichter sorgten für Intensität und Beklemmung.
Prätorius richtete sich stets nach den Erfordernissen des Stückes und des Regisseurs. Sein Othello von 1949 zeigte eine fast nackte Bühne mit Andeutungen von Venedig in stürzenden Linien, die das Publikum erschreckten. Die Karlsschüler aus dem Jahr 1941 oder Die lustigen Weiber von Windsor von 1951 hingegen wirkten üppig und verschwenderisch, während Kästners Emil und die Detektive aus dem gleichen Jahr vor einem Hintergrund agierten, der wie bunte Kinderzeichnungen aussah.
Seine nachlassende Gesundheit zwangen Prätorius in den letzten Jahren, beruflich zurückzutreten. 1959 bis 1961 hielt er an der Wilmersdorfer Volkshochschule Vorlesungen über das Bühnenbild und die Theaterkunst. Neben seiner Arbeit für die Bühne betätigte er sich auch als Maler und Grafiker und war Mitglied der Nürnberger Sezession.
Der Nachlass von Friedrich Prätorius wird in der Theaterwissenschaftlichen Sammlung Köln aufbewahrt. Vereinzelte Entwürfe befinden sich in Bamberg sowie im Deutschen Theatermuseum in München.

## Schriften
- „Das deutsche Bühnenbild“, in: Theater der Welt, Bd. 1, 1937, S. 138–42. [Ausstellungsbesprechung]
- „Der Bühnenbildner“, in: Wille und Macht, Band 10, 1942, S. 13–17.
- Acht Vorlesungen für die Volkshochschule Wilmersdorf in Berlin 1959–61 [Manuskripte in der Theaterwissenschaftlichen Sammlung Köln]

## Ausstellungen
- Berliner Theater seit 1945. Bühnenbild und Aufführung, Berlin, Haus am Waldsee, 17. Sept. bis 11. Oktober 1959, Berlin 1959
- Heinz Ohff. Friedrich Prätorius. Bühnenbilder. Berlin, Rathaus Fehrbelliner Platz, 29. März bis 20. April 1963